# Крочани, Камилла
Камилла Крочани (итал. Camilla Crociani; род. 5 апреля 1971 года, Рим, Италия) — супруга принца Карло Бурбон-Сицилийского, герцога ди Кастро и претендента на трон Королевства Обеих Сицилий.

## Биография
Родилась 5 апреля 1971 года в Риме. Камилла является дочерью магната Камилло Крочани (1921—1980) и актрисы Эди Вессель (род. 1940). Начальное образование Камилла получила в средней школе Мэримаунт. Высшее образование получила в Нью-Йоркском университете. До замужества активно занималась конным спортом.

### Семья
31 октября 1998 года в Монте-Карло Камилла Крочани вышла замуж за принца Карло Бурбон-Сицилийского, сына Фердинандо Марии Бурбон-Сицилийского, герцога ди Кастро и Шанталь де Шеврон-Вилетт.
В этом браке родились двое детей:
- Мария Каролина Бурбон-Сицилийская, герцогиня Палермская (род. 2003).
- Мария Кьяра Бурбон-Сицилийская, герцогиня Капри (род. 2005).

20 марта 2008 года муж Камиллы после смерти отца получил титул герцога ди Кастро, возглавив итальянскую ветвь Бурбон-Сицилийского дома, а Камилла стала герцогиней де Кастро.

## Награды
- — дама Большого креста Священного константиновского военного ордена Святого Георгия.
- — дама Большого креста Ордена Франциска I.
- — дама Большого креста милости и преданности Мальтийского ордена.
- — дама Большого креста и серебряной звезды Ордена Даниила I.